# Jiyuanitectum
Jiyuanitectum — вимерлий рід хроніозухієвих чотириногих з пізньої пермської формації Шаншіхезі Китаю. Він відомий з одного кісткового щитка з Цзіюаня в провінції Хенань, віднесеного до типового виду Jiyuanitectum flatum у 2014 році. Пластинчасті щитки, які утворювали панцирні покриви на спині хроніозухій, найчастіше зустрічаються серед залишок хроніозухій. Вони також є найінформативнішими, коли йдеться про розрізнення видів через невеликі варіації в анатомії щитка між різними таксонами. Наприклад, неглибока борозна вздовж середньої лінії щитка є унікальною для Jiyuanitectum. Рівність щитка є ще однією незвичайною характеристикою, яка дала йому назву виду flatum. Jiyuanitectum має кілька спільних рис з хроніозухіями Synesuchus і Bystrowiella. Особливості дозволяють припустити, що Jiyuanitectum належить до родини Bystrowianidae. Вузькість щитка свідчить про те, що він може бути одним із найбільш базальних членів групи.
Щиток Jiyuanitectum був знайдений у різноманітній пізньопермській скам’янілості в Цзіюані, яка включає численні рештки пареязавра Shihtienfenia, а також скам’янілості двох інших видів хроніозухії: Bystrowiana sinica та Dromotectum largum. З комплексу відомі також залишки терапсидів.